# Arrayou-Lahitte
Arrayou-Lahitte é uma comuna francesa na região administrativa de Occitânia, no departamento dos Altos Pirenéus. Estende-se por uma área de 4,81 km², Em 2010 a comuna tinha 106 habitantes (densidade: 22 hab./km²)..